# Seksualna fluidnost
Seksualna fluidnost je termin kojim se u znanosti naziva pojava promjene seksualne orijentacije.
Izjava Američke psihijatrijske asocijacije: "Neki vjeruju da je seksualna orijentacija urođena i nepromjenjiva; međutim, seksualna orijentacija se razvija tijekom životnog vijeka osobe. Pojedinci u različitim trenucima svojih života mogu postati svjesni da su oni heteroseksualci, homoseksualci, lezbijke ili biseksualci."
Prema studiji Stevena E. Mocka i Richarda P. Eibacha iz 2011. godine provedenoj na 2.560 odraslih ispitanika iz svih dijelova SAD-a, nakon proteklih 10 godina, drugačiju seksualnu orijentaciju je prijavilo oko 2% ispitanika. Pri tome se heteroseksualna orijentacija pokazuje najstabilnijom - promijenilo ju je 0,78% muškaraca i 1,36% žena. Kod žena su lezbijska i biseksualna orijentacija jednako nestabilne - 63,6% lezbijki i 64,7% biseksualki se drugačije izjasnilo nakon 10 godina. Muški homoseksualci su ostali stabilniji u svojoj orijentaciji - promjena seksualne orijentacije je evidentirana kod 9,52% osoba koje su na početku desetogodišnjeg razdoblja iskazale homoseksualnu orijentaciju. Kod muških biseksualaca zabilježena je promjena seksualne orijentacije u 47% slučajeva.
Vodeća kanadska ustanova na području mentalnog zdravlja CAMH kratko iznosi: "Neki ljudi vjeruju da je seksualna orijentacija nepromjenjiva, ali ona se razvija tijekom života osobe."
Klinička psihologija Ellen Schecter piše 2009. godine: ''Istina je da je Alfred Kinsey bio u pravu: ne samo da seksualnost postoji kao kontinuum, već se neki ljudi mogu i miču se kroz taj kontinuum tijekom života. Seksualnost može biti fluidna, varirati tijekom vremena i kroz različite situacije. Čini se da je seksualna orijentacija sačinjena od mnogo varijabli - ne samo od seksualnog ponašanja. [...] To ne znači da je izlaženje iz ormara kao gay ili lezbijka reverzibilno ili da je to samo faza, niti znači da je seksualna orijentacija izbor ili da ne-heteroseksualni ljudi mogu biti dovedeni do toga da prihvate heteroseksualnost. To jednostavno znači da, dok većina ljudi ima stabilnu seksualnu orijentaciju kongruentnu sa svojim seksualnim ponašanjem i privlačnostima, mnogi nemaju."
U članku R. C. Savin-Williamsa i K. Joynera objavljenom 2013. god. u znanstvenom časopisu Archives of Sexual Behavior  autori iznose podatke o promjenama o izjašnjavanja mladih ispitanika o njihovim seksualnim sklonostima, prema podacima američke nacionalne longitudinalne studije zdravlja adolescenata i odraslih Add Health, koja prati oko 20 tisuća osoba koje su bile u adolescenciji 1994. godine, i koje su u 'valovima' ispituju svakih par godina:  70% ispitanika koji su se kao 1994. god. kao osobe srednjoškolske dobi (7 do 12 razred školovanja) bili izjasnili kao biseksualci ili homoseksualci, bilo 2008. godine u dobi mladih odraslih osoba izjasnilo kao "ekskluzivno heteroseksualni". Autori sugeriraju da razlog takvom izrazitom padu broja ispitanika koji iskazuju ne-heteroseksualne orijentacije možda nije u promjeni seksualnih sklonosti, nego su možda neki mladi u odrasloj dobi odlučili skrivati svoju seksualnu orijentaciju, u drugim slučajevima je možda neprecizno korišten izrazi seksualna orijentacija i romantična privlačnost, a u trećim slučajevima su ispitanici kod prvog vala prikupljanja podataka davali lažne odgovore o svojoj navodnoj ne-heteroseksualnoj orijentaciji. Autori nisu raspravili koliki bi dio promjena u iskazivanju seksualne orijentacije valjalo pripisati seksualnoj fluidnosti.
Sabra L. Katz-Wise i Janet S. Hide u članku objavljenom 2014. god. u "Archives of Sexual Behavior" izvješćuju da njihova studija, provedena uz sudjelovanje 188 adolescenta s istospolnim sklonostima u Sjedinjenim Američkim Državama, pokazuje fluidnost u seksualnim privlačnostima kod 63% ženskih i 50% muških ispitanika; 48% ženskih i 34% muških ispitanika iskazuje fluidnost i u seksualnoj orijentaciji.

## Vanjske poveznice
- "Sexual Fluidity", Lisa M. Diamond, (knjiga), Harvard University Press, 2008.
- "Explainer: what is sexual fluidity?", Dylan Selterman, 23. siječnja 2015., kod "The Conversation"
- "Okay, So What Does It Actually Mean To Be Sexually Fluid?", Claire Lampen, 16. svibnja 2018., Women's Health
- "What is Sexual Fluidity?", 23. prosinca 2017., Pride
- "What Is Sexual Fluidity, Really?"  Arhivirana inačica izvorne stranice od 10. travnja 2019. (Wayback Machine), Debbie Hebernick, 18. travnja 2018., "Tonic"